# 2021年のセントラル・リーグクライマックスシリーズ
2021年のセントラル・リーグクライマックスシリーズは、2021年11月に開催されたプロ野球セントラル・リーグのクライマックスシリーズ。JERAがタイトルスポンサーとなり、「2021 JERA クライマックスシリーズ セ」の名称で施行される。

## 概要
本大会は、SMBC日本シリーズ2021出場権をかけたプレーオフトーナメントである。2020年は新型コロナウイルスの流行により中止となったため、2年ぶりの開催となる。なお、セントラルリーグのクライマックスシリーズは、2019年までは大会（リーグ）全体を通した協賛スポンサーではなく、出場球団ごとのオフィシャルスポンサーの企業・団体法人が個別に、カードごとの冠協賛を付けていたが、本年度は2020年からセントラルリーグのタイトルパートナー（冠協賛）となっている火力発電所のJERAが全体の冠協賛となり「2021 JERAクライマックスシリーズ・セ」として行われた。
なお、本大会はレギュラーシーズンと同様に延長戦は行わず、9回終了時で同点の場合は引き分けとする。ファーストステージの第2・3戦、並びにファイナルステージの第3－6戦において、9回表攻撃終了時に同点で終わり、並びに9回表の段階では先攻チームがリードして9回裏の攻撃を行う場合に同点に追いついて、成績上位チームの勝ち抜けが確定した場合は、9回裏（それ以後）の攻撃を省略する特別コールドゲームを適用する。

### ファーストステージ
レギュラーシーズン2位の阪神タイガースと3位の読売ジャイアンツが3戦2勝先取制で争い、勝者がファイナルステージに進出する。この組み合わせは2019年2nd以来2年ぶりだが、甲子園開催は11年ぶり。
- 会期：11月6日から11月7日
- 球場：阪神甲子園球場

### ファイナルステージ
レギュラーシーズン1位（1勝分のアドバンテージが与えられる）の東京ヤクルトスワローズとファーストステージ勝者の読売ジャイアンツが6戦4勝先取制で争い、勝者がSMBC日本シリーズ2021への出場権を得る。巨人は2019年以来2年ぶりとなるファイナル進出で、ヤクルトとのファイナルでの顔合わせは2015年以来6年ぶりとなる。
- 会期：11月10日から11月12日
- 球場：明治神宮野球場

### トーナメント表
|  | 1stステージ（準決勝） | 1stステージ（準決勝） |                             |      | ファイナルステージ（決勝） | ファイナルステージ（決勝） |
|  |                       |                       |                             |      |                            |                            |
|  |                       |                       |                             |      |                            |                            |
|  |                       |                       |                             |      |                            |                            |
|  |                       |                       |                             |      |                            |                            |
|  |                       |                       | （6戦4勝制） 明治神宮野球場 |      |                            |                            |
|  |                       |                       |                             |      |                            |                            |
|  | ヤクルト(セ優勝）     | ☆○○△                  |                             |      |                            |                            |
|  | ヤクルト(セ優勝）     | ☆○○△                  | （3戦2勝制） 阪神甲子園球場 |      |                            |                            |
|  |                       |                       | 巨人                        | ★●●△ |                            |                            |
|  | 阪神(セ2位）          | ●●                    | 巨人                        | ★●●△ |                            |                            |
|  | 阪神(セ2位）          | ●●                    |                             |      |                            |                            |
|  | 巨人(セ3位）          | ○○                    |                             |      |                            |                            |
|  | 巨人(セ3位）          | ○○                    |                             |      |                            |                            |
|  |                       |                       |                             |      |                            |                            |
|  |                       |                       |                             |      |                            |                            |
|  |                       |                       |                             |      |                            |                            |
|  |                       |                       |                             |      |                            |                            |

☆・★=ファイナルステージのアドバンテージによる1勝・1敗分

## 日程
東京ヤクルトスワローズがホームゲーム（明治神宮野球場）となるファイナルステージは、全試合を18時開始とする。

### ファーストステージ
| 日付                   | 試合  | ビジター球団（先攻） | スコア | ホーム球団（後攻） | 開催球場       |
| 11月6日（土）          | 第1戦 | 読売ジャイアンツ     | 4 - 0  | 阪神タイガース     | 阪神甲子園球場 |
| 11月7日（日）          | 第2戦 | 読売ジャイアンツ     | 4 - 2  | 阪神タイガース     | 阪神甲子園球場 |
| 勝者：読売ジャイアンツ |       |                      |        |                    |                |

### ファイナルステージ
| 日付                         | 試合           | ビジター球団（先攻） | スコア | ホーム球団（後攻）     | 開催球場       |
| アドバンテージ               | アドバンテージ | 読売ジャイアンツ     |        | 東京ヤクルトスワローズ |                |
| 11月10日（水）               | 第1戦          | 読売ジャイアンツ     | 0 - 4  | 東京ヤクルトスワローズ | 明治神宮野球場 |
| 11月11日（木）               | 第2戦          | 読売ジャイアンツ     | 0 - 5  | 東京ヤクルトスワローズ | 明治神宮野球場 |
| 11月12日（金）               | 第3戦          | 読売ジャイアンツ     | 2 - 2  | 東京ヤクルトスワローズ | 明治神宮野球場 |
| 勝者：東京ヤクルトスワローズ |                |                      |        |                        |                |

## 試合結果

### ファーストステージ
| 日付                   | 試合  | ビジター球団（先攻） | スコア | ホーム球団（後攻） | 開催球場       |
| 11月6日（土）          | 第1戦 | 読売ジャイアンツ     | 4 - 0  | 阪神タイガース     | 阪神甲子園球場 |
| 11月7日（日）          | 第2戦 | 読売ジャイアンツ     | 4 - 2  | 阪神タイガース     | 阪神甲子園球場 |
| 勝者：読売ジャイアンツ |       |                      |        |                    |                |

#### 第1戦
|      | 1 | 2 | 3 | 4 | 5 | 6 | 7 | 8 | 9 | R | H | E |
| ---- | - | - | - | - | - | - | - | - | - | - | - | - |
| 巨人 | 0 | 0 | 0 | 0 | 1 | 2 | 0 | 1 | 0 | 4 | 9 | 0 |
| 阪神 | 0 | 0 | 0 | 0 | 0 | 0 | 0 | 0 | 0 | 0 | 5 | 0 |

1. 巨：○菅野（7回）、デラロサ（1回）、ビエイラ（0回2/3）、S畠（0回1/3） - 小林
2. 阪：●髙橋（6回）、馬場（1回）、及川（0回3/2）、小林（0回1/3）、齋藤（1回） - 坂本
3. 勝利：菅野（1勝）
4. セーブ：畠（1S）
5. 敗戦：髙橋（1敗）
6. 審判
［球審］深谷
［塁審］土山（1B）、栁田（2B）、牧田（3B）
［外審］村山（LL）、有隅（RL）
7. 開始:14時00分 試合時間:3時間11分[4]

| 巨人 | 巨人 | 巨人       |
| 打順 | 守備 | 選手       |
| ---- | ---- | ---------- |
| 1    | [右] | 松原       |
| 2    | [三] | 廣岡       |
| 3    | [遊] | 坂本       |
| 4    | [中] | 丸         |
| 5    | [左] | ウィーラー |
|      | 走左 | 立岡       |
| 6    | [一] | 中島       |
| 7    | [二] | 吉川       |
| 8    | [捕] | 小林       |
| 9    | [投] | 菅野       |
|      | 投   | デラロサ   |
|      | 打   | 大城       |
|      | 投   | ビエイラ   |
|      | 投   | 畠         |

| 阪神 | 阪神 | 阪神      |
| 打順 | 守備 | 選手      |
| ---- | ---- | --------- |
| 1    | [右] | 島田      |
| 2    | [遊] | 中野      |
| 3    | [中] | 近本      |
| 4    | [一] | マルテ    |
| 5    | [三] | 糸原      |
| 6    | [二] | 木浪      |
|      | 打   | 大山      |
| 7    | [左] | ロハスJr. |
|      | 走   | 熊谷      |
| 8    | [捕] | 坂本      |
|      | 打   | 原口      |
| 9    | [投] | 髙橋      |
|      | 打   | 糸井      |
|      | 投   | 馬場      |
|      | 打   | 山本      |
|      | 投   | 及川      |
|      | 投   | 小林      |
|      | 打   | 佐藤輝    |
|      | 投   | 齋藤      |

阪神の先発は髙橋遥人、巨人の先発は菅野智之で試合は始まった。
巨人は5回表に1死1,3塁から吉川の適時打で1点を先制すると、続く6回表には2死1,2塁からウィーラーの2点適時二塁打で追加点を挙げ、さらに8回表には2死1,3塁からウィーラーの適時打でダメ押し。巨人の先発の菅野は7回2安打無失点の好投で救援陣にバトンタッチ。9回裏にビエイラが大山の安打と2つの四球で2死満塁のピンチを招き降板するも、後を受けた畠が原口を三直に抑え、巨人がファイナルステージ進出へ王手をかけた。

#### 第2戦
|      | 1 | 2 | 3 | 4 | 5 | 6 | 7 | 8 | 9 | R | H  | E |
| ---- | - | - | - | - | - | - | - | - | - | - | -- | - |
| 巨人 | 0 | 0 | 3 | 0 | 0 | 0 | 0 | 1 | 0 | 4 | 7  | 0 |
| 阪神 | 0 | 2 | 0 | 0 | 0 | 0 | 0 | 0 | 0 | 2 | 11 | 2 |

1. 巨：髙橋（1回2/3）、○高木（0回1/3）、H戸郷（3回）、H高梨（0回2/3）、H鍵谷（0回1/3）、Hデラロサ（1回）、H中川（1回）、Sビエイラ（1回） - 大城、小林
2. 阪：●青柳（2回2/3）、伊藤将（1回1/3）、アルカンタラ（2回）、岩崎（1回1/3）、スアレス（1回2/3） - 梅野、坂本
3. 勝利：高木（1勝）
4. セーブ：ビエイラ（1S）
5. 敗戦：青柳（1敗）
6. 審判
［球審］牧田
［塁審］栁田（1B）、村山（2B）、有隅（3B）
［外審］敷田（LL）、土山（RL）
7. 開始:14時00分 試合時間:3時間33分[5]

| 巨人 | 巨人   | 巨人       |
| 打順 | 守備   | 選手       |
| ---- | ------ | ---------- |
| 1    | [右]   | 松原       |
| 2    | [三一] | 若林       |
| 3    | [遊]   | 坂本       |
| 4    | [中]   | 丸         |
| 5    | [左]   | 亀井       |
| 6    | [一]   | ウィーラー |
|      | 投     | 中川       |
|      | 投     | ビエイラ   |
| 7    | [二]   | 吉川       |
| 8    | [捕]   | 大城       |
|      | 捕     | 小林       |
| 9    | [投]   | 髙橋       |
|      | 投     | 高木       |
|      | 打     | 八百板     |
|      | 投     | 戸郷       |
|      | 投     | 高梨       |
|      | 投     | 鍵谷       |
|      | 打     | 中田       |
|      | 投     | デラロサ   |
|      | 三     | 廣岡       |

| 阪神 | 阪神 | 阪神         |
| 打順 | 守備 | 選手         |
| ---- | ---- | ------------ |
| 1    | [中] | 近本         |
| 2    | [遊] | 中野         |
| 3    | [二] | 糸原         |
| 4    | [一] | マルテ       |
|      | 走   | 熊谷         |
| 5    | [三] | 大山         |
|      | 走   | 植田         |
| 6    | [左] | ロハスJr.    |
| 7    | [捕] | 梅野         |
|      | 投   | スアレス     |
| 8    | [右] | 佐藤輝       |
| 9    | [投] | 青柳         |
|      | 投   | 伊藤将       |
|      | 打   | 糸井         |
|      | 投   | アルカンタラ |
|      | 打   | 山本         |
|      | 投   | 岩崎         |
|      | 捕   | 坂本         |

阪神の先発は青柳晃洋、巨人の先発は髙橋優貴。
阪神は2回裏、佐藤輝と中野の適時打で2点を先制し、巨人の先発・髙橋をKO。しかし、巨人は直後の3回表に松原と丸の適時打で逆転に成功し、阪神の先発・青柳もKOされる。その後は両チームの救援陣が踏ん張り、8回表にウィーラーの犠飛でダメ押しした巨人が逃げ切ってファイナルステージ進出が確定した。阪神は3回裏の1死1,2塁、4回裏の2死1,2塁、6回裏の2死満塁、9回裏の2死1,2塁など再三のチャンスを活かせず、甲子園でのCSにおいての対巨人戦は2010年のファーストステージ第1戦から4連敗となりファーストステージ敗退となった。

### ファイナルステージ
| 日付                         | 試合           | ビジター球団（先攻） | スコア | ホーム球団（後攻）     | 開催球場       |
| アドバンテージ               | アドバンテージ | 読売ジャイアンツ     |        | 東京ヤクルトスワローズ |                |
| 11月10日（水）               | 第1戦          | 読売ジャイアンツ     | 0 - 4  | 東京ヤクルトスワローズ | 明治神宮野球場 |
| 11月11日（木）               | 第2戦          | 読売ジャイアンツ     | 0 - 5  | 東京ヤクルトスワローズ | 明治神宮野球場 |
| 11月12日（金）               | 第3戦          | 読売ジャイアンツ     | 2 - 2  | 東京ヤクルトスワローズ | 明治神宮野球場 |
| 勝者：東京ヤクルトスワローズ |                |                      |        |                        |                |

#### 第1戦
|          | 1 | 2 | 3 | 4 | 5 | 6 | 7 | 8 | 9 | R | H | E |
| -------- | - | - | - | - | - | - | - | - | - | - | - | - |
| 巨人     | 0 | 0 | 0 | 0 | 0 | 0 | 0 | 0 | 0 | 0 | 6 | 0 |
| ヤクルト | 3 | 0 | 0 | 0 | 0 | 0 | 1 | 0 | × | 4 | 7 | 0 |

1. 巨：山口（4回）、戸郷（2回）、畠（0回2/3）、大江（0回1/3）、高木 - 小林、大城
2. ヤ：奥川（9回） - 中村
3. 勝利：奥川（1勝）
4. 敗戦：山口（1敗）
5. 本塁打
ヤ：サンタナ1号（1回2ラン・山口）
6. 審判
［球審］名幸
［塁審］石山（1B）、丹波（2B）、山口（3B）
［外審］山本貴（LL）、市川（RL）
7. 開始:18時02分 試合時間:2時間38分[6]

| 巨人 | 巨人   | 巨人       |
| 打順 | 守備   | 選手       |
| ---- | ------ | ---------- |
| 1    | [右]   | 松原       |
| 2    | [三]   | 若林       |
| 3    | [遊]   | 坂本       |
| 4    | [中]   | 丸         |
| 5    | [左一] | ウィーラー |
| 6    | [一捕] | 大城       |
| 7    | [二]   | 吉川       |
| 8    | [捕]   | 小林       |
|      | 打左   | 亀井       |
| 9    | [投]   | 山口       |
|      | 打     | 八百板     |
|      | 投     | 戸郷       |
|      | 投     | 畠         |
|      | 投     | 大江       |
|      | 打     | 中島       |
|      | 投     | 高木       |

| ヤクルト | ヤクルト | ヤクルト |
| 打順     | 守備     | 選手     |
| -------- | -------- | -------- |
| 1        | [中]     | 塩見     |
| 2        | [左]     | 青木     |
|          | 走左     | 山崎     |
| 3        | [二]     | 山田     |
| 4        | [三]     | 村上     |
| 5        | [右]     | サンタナ |
|          | 走右     | 渡邉     |
| 6        | [捕]     | 中村     |
| 7        | [一]     | オスナ   |
|          | 一       | 荒木     |
| 8        | [遊]     | 西浦     |
| 9        | [投]     | 奥川     |

先発はヤクルトが奥川恭伸、巨人が山口俊。ヤクルトは1回、1死1・3塁から村上の遊飛で塩見がホームを陥れ先制。続くサンタナが2点本塁打を放って初回に3点を先制した。7回には、1死3塁から塩見の適時打で追加点を上げた。一方、巨人は5回、１死1・3塁の場面で原辰徳監督は勝負手を打ち、8番・小林の場面で代打・亀井を、9番・山口の場面で代打・八百板を起用したが、いずれも凡退した。ヤクルトの先発・奥川は、巨人打線を6安打に抑え完封勝利。勝利したヤクルトは、ポストシーズンの連敗を4で止めた。

#### 第2戦
|          | 1 | 2 | 3 | 4 | 5 | 6 | 7 | 8 | 9 | R | H | E |
| -------- | - | - | - | - | - | - | - | - | - | - | - | - |
| 巨人     | 0 | 0 | 0 | 0 | 0 | 0 | 0 | 0 | 0 | 0 | 2 | 3 |
| ヤクルト | 0 | 1 | 0 | 0 | 0 | 4 | 0 | 0 | × | 5 | 5 | 0 |

1. 巨：菅野（5回2/3）、高梨（0回）、鍵谷（0回1/3）、畠（2回） - 小林、大城
2. ヤ：高橋（6回）、スアレス（1回）、清水（1回）、マクガフ（1回） - 中村
3. 勝利：高橋（1勝）
4. 敗戦：菅野（1敗）
5. 審判
［球審］山口
［塁審］丹波（1B）、山本貴（2B）、市川（3B）
［外審］本田（LL）、石山（RL）
6. 開始:18時01分 試合時間:3時間19分[8]

| 巨人 | 巨人 | 巨人       |
| 打順 | 守備 | 選手       |
| ---- | ---- | ---------- |
| 1    | [右] | 松原       |
| 2    | [三] | 廣岡       |
| 3    | [遊] | 坂本       |
| 4    | [中] | 丸         |
| 5    | [左] | ウィーラー |
| 6    | [一] | 中島       |
| 7    | [二] | 吉川       |
| 8    | [捕] | 小林       |
|      | 打捕 | 大城       |
| 9    | [投] | 菅野       |
|      | 投   | 高梨       |
|      | 投   | 鍵谷       |
|      | 打   | 八百板     |
|      | 投   | 畠         |

| ヤクルト | ヤクルト | ヤクルト |
| 打順     | 守備     | 選手     |
| -------- | -------- | -------- |
| 1        | [中]     | 塩見     |
| 2        | [左]     | 青木     |
|          | 走左     | 山崎     |
| 3        | [二]     | 山田     |
| 4        | [三]     | 村上     |
| 5        | [右]     | サンタナ |
|          | 投       | スアレス |
|          | 打       | 宮本     |
|          | 一       | 荒木     |
| 6        | [捕]     | 中村     |
| 7        | [一]     | オスナ   |
|          | 投       | 清水     |
|          | 投       | マクガフ |
| 8        | [遊]     | 西浦     |
| 9        | [投]     | 高橋     |
|          | 打       | 川端     |
|          | 走右     | 渡邉     |

先発はヤクルトが高橋奎二、巨人が菅野智之で始まった。ヤクルトは2回裏に西浦の犠飛で先制。6回裏に代打・川端が押し出し四球を選ぶと、塩見が走者一掃となる3点適時三塁打を放ち、巨人の先発・菅野をマウンドから降ろして勝負を決めた。ヤクルトが日本シリーズ進出に王手をかけた。

#### 第3戦
|          | 1 | 2 | 3 | 4 | 5 | 6 | 7 | 8 | 9 | R | H | E |
| -------- | - | - | - | - | - | - | - | - | - | - | - | - |
| 巨人     | 0 | 0 | 1 | 0 | 0 | 0 | 0 | 1 | 0 | 2 | 7 | 0 |
| ヤクルト | 0 | 0 | 0 | 0 | 0 | 0 | 2 | 0 | × | 2 | 3 | 0 |

1. 巨：メルセデス（6回）、デラロサ（0回2/3）、中川（1回1/3） - 大城、小林
2. ヤ：原（1回1/3）、金久保（3回2/3）、石山（1回）、スアレス（1回）、清水（1回）、マクガフ（1回） - 中村
3. 審判
［球審］市川
［塁審］山本貴（1B）、本田（2B）、石山（3B）
［外審］名幸（LL）、丹波（RL）
4. 開始:18時01分 試合時間:3時間8分[9]

| 巨人 | 巨人 | 巨人       |
| 打順 | 守備 | 選手       |
| ---- | ---- | ---------- |
| 1    | [二] | 吉川       |
| 2    | [左] | 亀井       |
|      | 投   | デラロサ   |
|      | 投   | 中川       |
|      | 打   | 中田       |
| 3    | [遊] | 坂本       |
| 4    | [中] | 丸         |
| 5    | [一] | ウィーラー |
|      | 走一 | 若林       |
| 6    | [捕] | 大城       |
|      | 走右 | 立岡       |
| 7    | [三] | 廣岡       |
|      | 打   | 中島       |
|      | 捕   | 小林       |
| 9    | [投] | メルセデス |
|      | 打左 | 八百板     |

| ヤクルト | ヤクルト | ヤクルト |
| 打順     | 守備     | 選手     |
| -------- | -------- | -------- |
| 1        | [中]     | 塩見     |
| 2        | [左]     | 青木     |
|          | 投       | 清水     |
|          | 左       | 山崎     |
| 3        | [二]     | 山田     |
| 4        | [三]     | 村上     |
| 5        | [右]     | サンタナ |
|          | 投       | マクガフ |
| 6        | [捕]     | 中村     |
| 7        | [一]     | オスナ   |
|          | 走左右   | 渡邉     |
| 8        | [遊]     | 西浦     |
| 9        | [投]     | 原       |
|          | 投       | 金久保   |
|          | 打       | 内川     |
|          | 投       | 石山     |
|          | 投       | スアレス |
|          | 打       | 川端     |
|          | 走一     | 荒木     |

先発はヤクルトが原樹理、巨人はC.Cメルセデス。
巨人が3回に坂本の犠飛で先制。先発のメルセデスは6回をノーヒットに抑える好投を見せたが7回に後を受けたデラロサと中川がつかまり、青木に2点適時打を打たれ逆転を許す。
8回に巨人は廣岡の内野安打で同点に追いつくも、9回表は守護神・マクガフに抑えられ、この時点でコールドゲームが適用されたためその裏のヤクルトの攻撃は行わず、ゲームセット。ヤクルトが6年ぶりの日本シリーズ進出を果たした。試合後には、ヤクルトの高津臣吾監督の胴上げが行われた。
ファイナルステージでコールドゲームが適用されたのは初めてである。また引き分けで日本シリーズ進出決定となるのも初めてである。
一方、巨人の亀井がこの試合を最後に選手生活に別れを告げた。第4戦が行われた場合、巨人は予告先発で1度も先発経験のない高木京介を先発として登板することを予定していたが、実現には至らなかった。
巨人は投手陣が好投するも、打線が3戦2得点と全く振るわずファイナルステージ敗退となった。

## 表彰選手
MVP
奥川恭伸（ヤクルト）
第1戦で完封勝利を挙げ、チームの日本シリーズ進出に貢献。

## テレビ・ラジオ放送およびネット配信

### テレビ放送

#### ファーストステージ放送日程
第1戦（11月6日）
- 読売テレビ ≪地上波、日本テレビ系列、関西ローカル≫[13]
  - 放送時間：13:58 - 17:00[14]（最大延長30分[15]）
- NHK BS1[16]
  - 放送時間：14:00 - 17:30（試合終了まで）
- スカイA≪有料CS≫[17]
  - 放送時間：13:45 - （18:30）（試合終了まで）

第2戦（11月7日）
- 読売テレビ ≪地上波、日本テレビ系列、関西ローカル≫[13]
  - 放送時間：14:00 - 17:30（延長なし）
- NHK BS1[16]
  - 放送時間：14:00 - 17:30（試合終了まで）
- GAORA ≪有料CS≫[18]
  - 放送時間：13:20 - （19:30）（試合終了まで）

打ち切りとなった試合
- 第3戦（11月8日）が行われた場合は関西テレビ ≪地上波、フジテレビ系列、関西ローカル≫、NHK BS1、GAORAで放送される予定だった。

※ 関西地区での視聴率（ビデオリサーチ調べ、何れも世帯視聴率）は第1戦（6日）で10.2%を、第2戦（7日）で14.3%を各々記録した。その一方で2010年のセ・リーグクライマックスシリーズと同様に、地上波在京キー局（第1戦・第2戦：日本テレビ。第3戦が行われた場合はフジテレビ）での生中継及び深夜の録画中継での放送は編成されなかった。また、阪神主催試合の日曜日の中継権を持つ朝日放送テレビ（テレビ朝日系列）では11月6日、7日ともに「マイナビABCチャンピオンシップゴルフトーナメント」を、同じく阪神主催試合の中継権を持つ毎日放送（TBS系列）では「TOTOジャパンクラシック」といった自社主催・制作のゴルフ中継（前者は男子、後者は女子）を各々編成したため、クライマックスシリーズの放送は見送られた。

#### ファイナルステージ放送日程
第1戦（11月10日）
- BS朝日・BS朝日 4K[21]
  - 放送時間：18:00 - 21:00（定時終了）
- フジテレビONE≪有料CS≫[22]
  - 放送時間：17:50 - （23:00）（試合終了まで）

第2戦（11月11日）
- BSフジ・BSフジ 4K[23]
  - 放送時間：18:00 - 21:35（40分延長）
- フジテレビONE≪有料CS≫[22]
  - 放送時間：17:50 - （23:00）（試合終了まで）

第3戦（11月12日）
- フジテレビ系列[24] ≪地上波≫[25]
  - 放送時間：19:00 - 21:24[26]（30分延長）
- BSフジ・BSフジ 4K[23]
  - 放送時間：18:00 - 21:35（40分延長）
- フジテレビONE≪有料CS≫[22]
  - 放送時間：17:50 - （23:00）（試合終了まで）

打ち切りとなった試合
- 第4戦（11月13日）・第5戦（11月14日）・第6戦（11月15日）が行われた場合はフジテレビ系列 ≪地上波≫、BSフジ・BSフジ 4K、フジテレビONE≪有料CS≫で各々放送される予定だった。

### ラジオ放送

#### ファーストステージ放送日程
第1戦（11月6日）
- 朝日放送ラジオ
  - 放送時間：13:55 - 17:30
- MBSラジオ
  - 放送時間：13:59 - 17:25
- ニッポン放送≪ネット局：東海ラジオ≫
  - 放送時間：14:00 - 17:40

第2戦（11月7日）
- 朝日放送ラジオ
  - 放送時間：13:55 - 17:50
- MBSラジオ
  - 放送時間：13:59 - 17:50
- ニッポン放送≪ネット局：東海ラジオ≫
  - 放送時間：14:00 - 18:00

打ち切りとなった試合
- 第3戦（11月8日）が行われた場合は朝日放送ラジオ、MBSラジオ、ニッポン放送で放送される予定だった。

#### ファイナルステージ放送日程
第1戦（11月10日）
- ニッポン放送≪ネット局：東海ラジオ≫
  - 放送時間：17:30 - 21:20

第2戦（11月11日）
- ニッポン放送≪ネット局：東海ラジオ≫
  - 放送時間：17:30 - 21:40

第3戦（11月12日）
- ニッポン放送≪ネット局：東海ラジオ≫
  - 放送時間：17:30 - 21:40
- NHKラジオ第1
  - 放送時間：18:05 - 21:35[27]

打ち切りとなった試合
- 第4戦（11月13日）・第5戦（11月14日）・第6戦（11月15日）が行われた場合はニッポン放送で放送される予定だった。

### ネット配信

#### ファーストステージ配信日程
- DAZN
- 虎テレ
- ジャイアンツライブストリーム

#### ファイナルステージ配信日程
- DAZN
- フジテレビONEsmart